# Haneen Ibrahim
Haneen Sami Bashir Ibrahim (in arabo حنين سامي بشير إبراهيم‎?; 29 giugno 2000) è una nuotatrice sudanese.
Ha partecipato ai Giochi di Rio de Janeiro 2016 e di Tokyo 2020, gareggiando nei 50m sl.